# 老城街道 (开原市)
老城街道，是中华人民共和国辽宁省铁岭市开原市下辖的一个乡镇级行政单位。

## 行政区划
老城街道下辖以下地区：
线河社区、石塔社区、南关村、西关村、教军场村、黄龙岗村、后三台子村、扶余村、文庙村、北关村、头道沟村、前三台子村、东关村、线河村和石塔村。